# Classificació climàtica de Köppen
| Af Am Aw/As |  | BWh BWk BSh BSk |  | Csa Csb Csc |  | Cwa Cwb Cwc |  | Cfa Cfb Cfc |  | Dsa Dsb Dsc Dsd |  | Dwa Dwb Dwc Dwd |  | Dfa Dfb Dfc Dfd |  | ET EF |

Mapa climàtic actualitzat de Köppen–Geiger

La classificació climàtica de Köppen  és un dels sistemes de classificació del clima més usats.
Va ser elaborat per Wladimir Köppen al voltant de l'any 1900, efectuant ell mateix revisions posteriors els anys 1918 i 1936. També hi va col·laborar Rudolf Geiger. Köppen parteix de la hipòtesi que la vegetació espontània reflecteix fidelment el clima d'un lloc determinat.
El sistema de classificació climàtica de Köppen va ser pensat per elaborar un mapa de la distribució dels biomes del món. Comparat amb altres demostra una correlació més forta amb les distribucions de biomes i tipus de sòl i, a més a més, proporciona un mètode eficaç per classificar les condicions climàtiques.
El sistema de classificació combina les mitjanes de temperatura i la precipitació i seva estacionalitat. S'hi estableixen cinc grups principals (designats amb lletres majúscules: A,B,C,D,E) i el patró de la precipitació i altres característiques indicades amb lletres minúscules, com per exemple w de winter (precipitació predominant d'hivern) i s de summer (estiu).

## Procediment per a la designació de codis
Clima principal
Una primera lletra majúscula defineix el tipus de clima principal (A,B,C,D o E).
Règim estacional de precipitacions
Una segona lletra minúscula fixa el règim de les precipitacions (f, w o m) 
S'afegeix a la primera lletra majúscula una segona lletra, en aquest cas també majúscula, que s'empra per la diferenciació del règim tèrmic dins els climes de tipus E polars, ET (tundra) i EF (casquet polar). També per al grau d'aridesa entre el tipus de clima B (àrid), BW (desèrtics) i BS (estepàris o semiàrids.
Trets tèrmics

Una tercera lletra minúscula representa les característiques tèrmiques complementàries (a ,b, c ,d, h, o k). S'afegeix per distingir les característiques estivals o hivernals en els climes C i D, el tipus de règim tèrmic en els climes B, o el règim de pluges en els de tipus E.

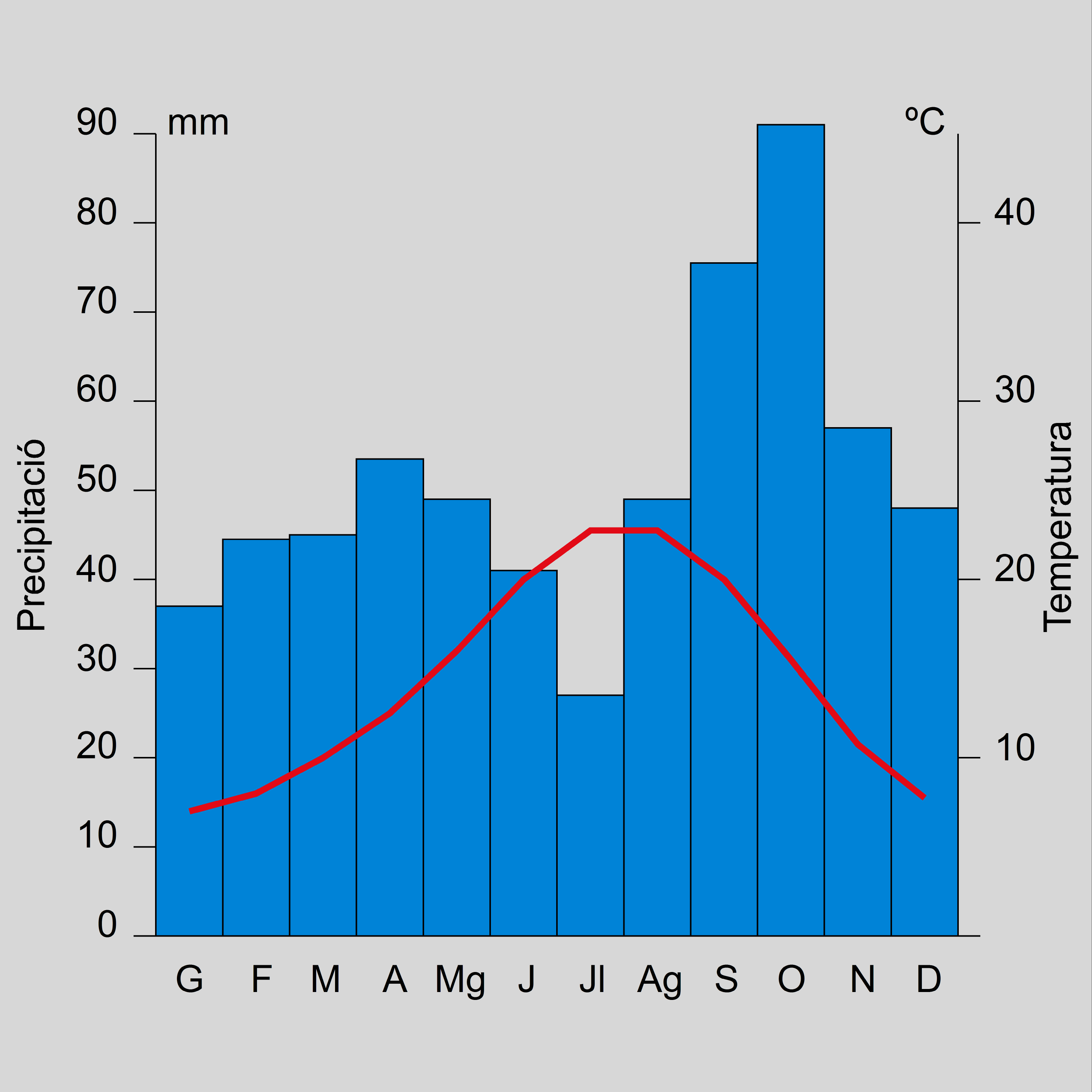
Diagrama ombrotèrmic o climograma de Barcelona

ExempleBarcelona està ubicada a l'hemisferi nord i l'estiu s'inicia al juny i acaba al setembre. A Barcelona el clima es caracteritza per una temperatura càlida però moderada. La majoria de les pluges cauen a la tardor i a l'hivern, i a l'estiu hi ha menys precipitacions.
| G   | F   | M    | A    | M    | J    | J    | A  | S    | O    | N    | D   |
| --- | --- | ---- | ---- | ---- | ---- | ---- | -- | ---- | ---- | ---- | --- |
| 8.8 | 9.6 | 11.1 | 12.9 | 15.9 | 19.7 | 22.8 | 23 | 21.1 | 17.7 | 12.5 | 9.7 |

| G  | F  | M  | A  | M  | J  | J  | A  | S  | O  | N  | D  |
| -- | -- | -- | -- | -- | -- | -- | -- | -- | -- | -- | -- |
| 44 | 36 | 48 | 54 | 57 | 38 | 22 | 66 | 79 | 94 | 74 | 50 |

Mapa: classificació de climes Köppen Geiger a les àrees geogràfiques de la Península Ibèrica, Illes Balears i Illes Canàries

La temperatura mitjana és de 15.4 °C. La temperatura del mes més calorós és superior a 10°C i la temperatura del mes més fred és inferior a 18 (23°C agost - 8.8°C gener) "C".
El volum de precipitació anual és de 658 mm. La precipitació del mes més sec a l'estiu és inferior a la precipitació del mes més plujós a l'hivern (66 mm/m² agost - 94mm/m² octubre) "s".
La temperatura del mes més calorós és igual o superior als 22°C (23°C agost) "a".
Així, el tipus de clima de Barcelona d'acord amb la classificació de Köpen és Csa: clima temperat amb estiu sec i calorós. Clima Mediterrani.
Csa és el tipus de clima d'una bona part de la península Ibèrica i les Illes Balears, gairebé el 40% de la superfície peninsular. S'estén a la meitat sud i a les costes del Mediterrani menys a les àrees del sud-est que són més àrides

## Grups principals
| Classificació climàtica de Köppen | Classificació climàtica de Köppen | Classificació climàtica de Köppen | Classificació climàtica de Köppen | Classificació climàtica de Köppen       | Classificació climàtica de Köppen | Classificació climàtica de Köppen | Classificació climàtica de Köppen          |
| --------------------------------- | --------------------------------- | --------------------------------- | --------------------------------- | --------------------------------------- | --------------------------------- | --------------------------------- | ------------------------------------------ |
|                                   |                                   | Humitat                           |                                   |                                         |                                   |                                   |                                            |
| Temperatura                       | Temperatura                       | S                                 | W                                 | f                                       | m                                 | w                                 | s                                          |
| A                                 | Tropical                          | –                                 | –                                 | Equatorial Af                           | Monsònic Am                       | Sabana Aw                         | Sabana As                                  |
| B                                 | Àrid                              | Estepari BS                       | Desèrtic BW                       | –                                       | –                                 | –                                 | –                                          |
| C                                 | Temperat                          | –                                 | –                                 | Subtropical Cfa, Oceànic Cfb            | –                                 | pampeà Cwa, Cwb                   | Mediterrani Csa, Oceànic d'estius secs Csb |
| D                                 | Continental                       | –                                 | –                                 | Continental Dfa, Dfb, Subàrtic Dfc, Dfd | –                                 | Mantxurià Dwa, Dwb                | –                                          |
|                                   |                                   | T                                 | T                                 | F                                       | F                                 | H                                 | H                                          |
| E                                 | Fred                              | Tundra ET                         | Tundra ET                         | Polar EF                                | Polar EF                          | Alta muntanya H                   | Alta muntanya H                            |

### Grup A

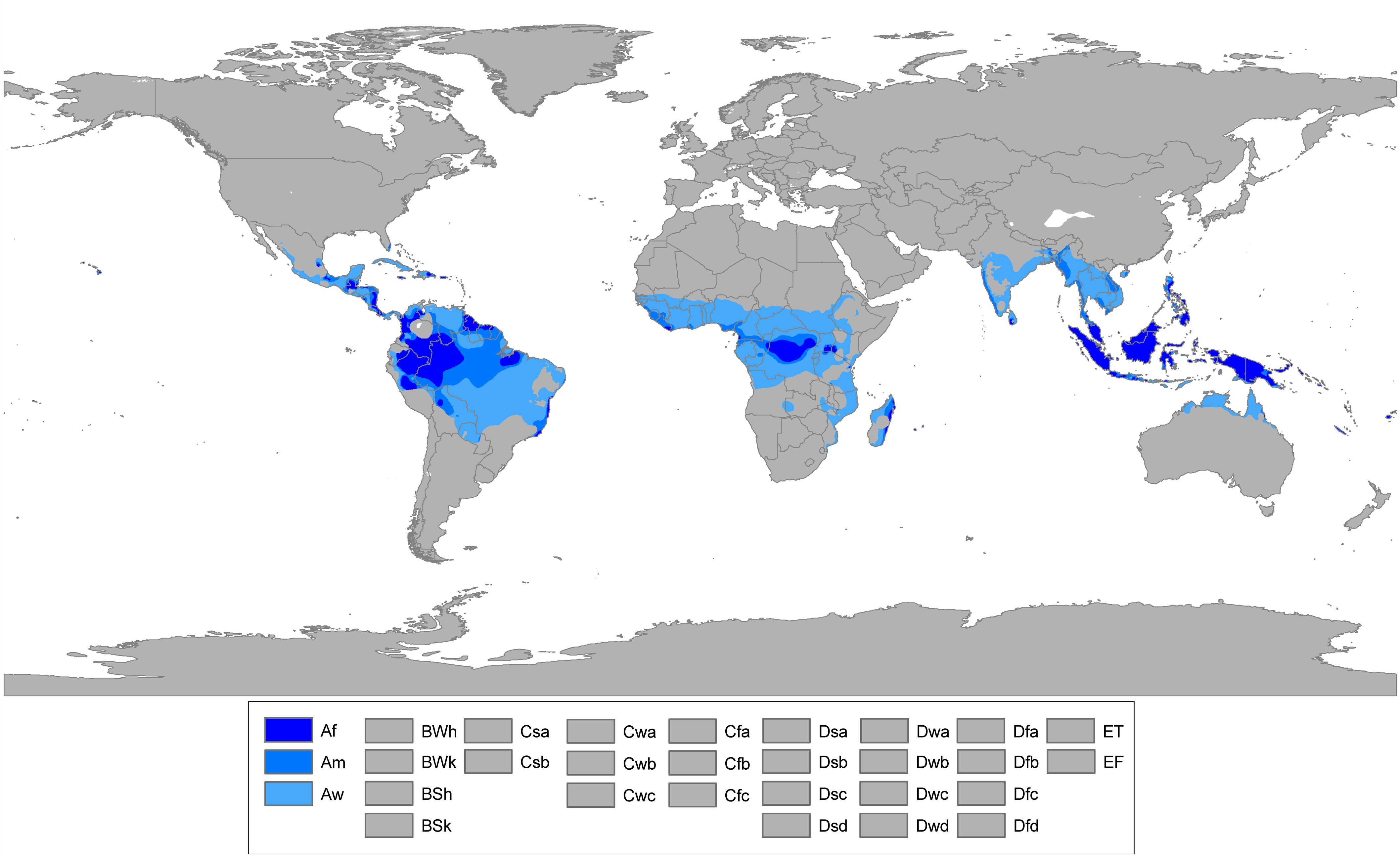
Distribució del clima tropical "A" mapa mundial

Clima tropical, temperatura mitjana del mes més fred superior a 18 °C. És a dir, en tots els mesos de l'any, la temperatura mitjana és superior als 18°C. Tampoc existeix una estació d'hivern i les precipitacions són abundants.
Subdivisions del clima tropical:
- Clima tropical plujós de selva humida, amb tots els mesos amb pluviometria superior a 60 mm(Af). Per exemple, Singapur.
- Clima tropical monsònic, on la major part de la precipitació es concentra a l'estiu (Am). Per exemple, Bangladesh.
- Clima tropical amb estació seca i estació humida, i clima de la sabana (Aw, As)

### Grup B

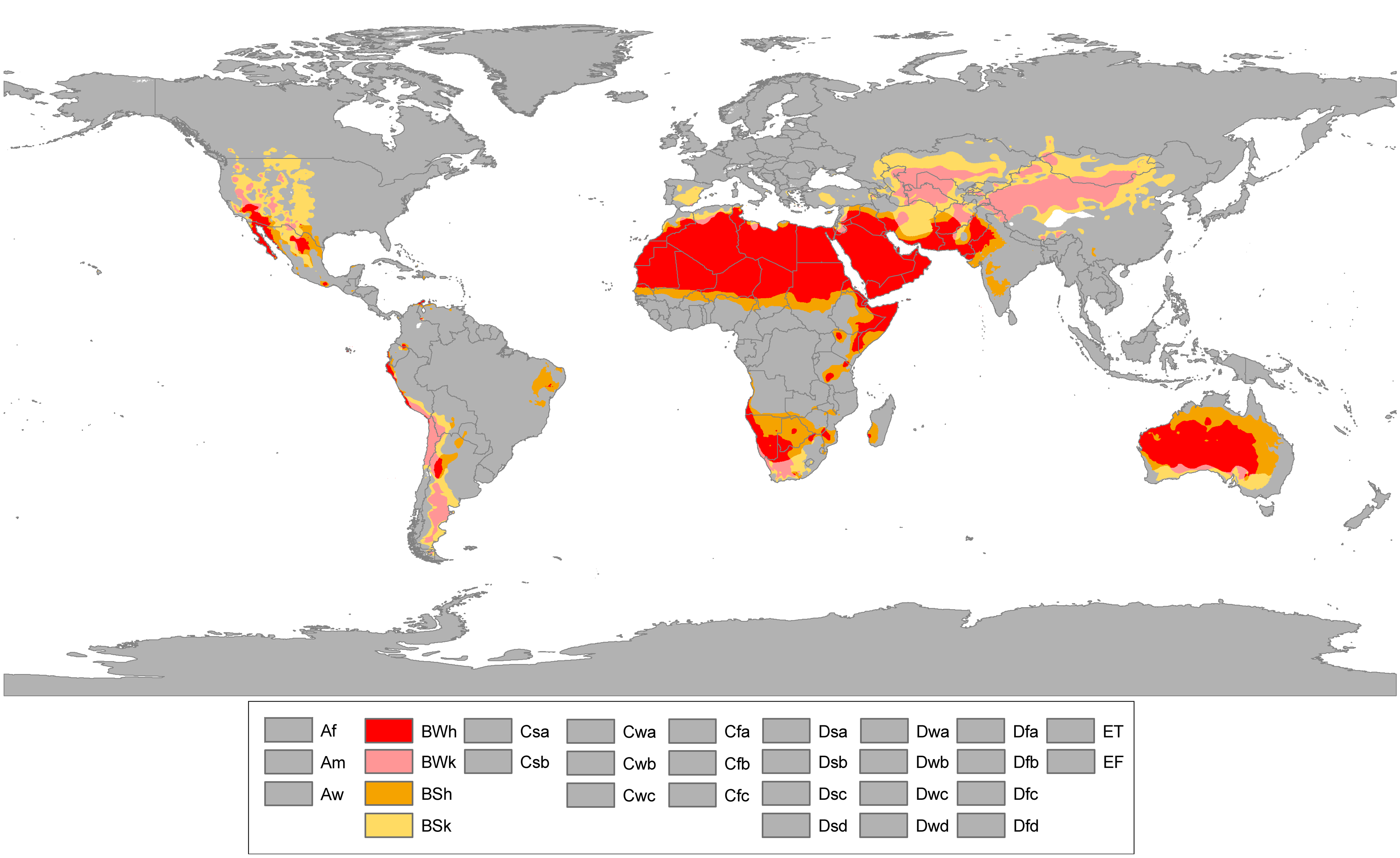
Distribució del clima semiàrid "B" mapa mundial

Climes sec àrid i clima semiàrid, caracteritzats pel fet que la precipitació total anual és menor que l'evapotranspiració potencial. No existeix excedent hídric.
Subdivisions:
- Clima d'estepa (BSh, BSk, BSn)
- Clima desèrtic (BWh, BWk, BWn)

### Grup C
Clima temperat, caracteritzat per temperatures dels mesos més càlids per sobre de 10 °C mentre la del mes més fred és superior a -3 °C. El mes més fred té una temperatura mitjana entre els18 i els -3 °C i la temperatura mitjana del mes més calorós és major de 10 °C.
Subdivisions del clima temperat:

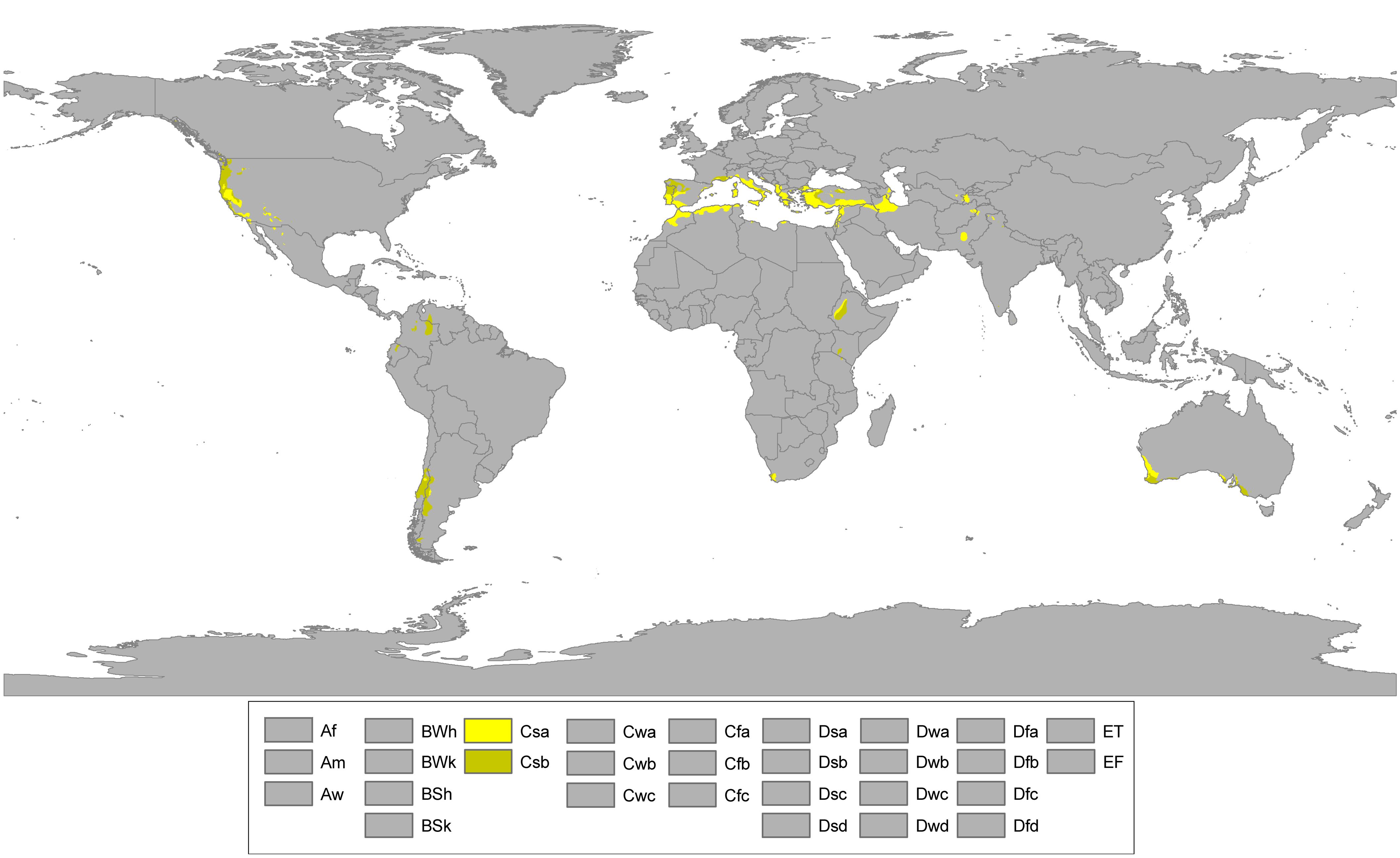
Distribució del clima temperat "C" mapa mundial

- Clima mediterrani (Csa, Csb, Csc), d'àrees reduïdes a la part occidental dels continents, presenten secada a l'estiu.
- Clima subtropical humit (Cfa, Cwa), similar en temperatura amb els anteriors però sense secada d'estiu.
- Clima temperat marítim (Cfb, Cwb), situats, en el cas d'Europa, al nord dels climes mediterranis, són humits tot l'any i amb temperatures moderades, estius frescos.
- Clima marítim subàrtic (Cfc, Cwc) o un tipus de clima fred, situats al nord dels anteriors; com a exemple el clima d'Islàndia.

### Grup D
Clima continental, temperatura per sobre dels 10 °C en els seus mesos més càlids i el mes més fred per sota de -3 °C.
Subdivisions del clima continental:

Distribució del clima continental "D" mapa mundial

- D'estiu càlid (Dfa, Dwa, Dsa), Àsia i Nord-amèrica entre les latituds 30 i 40. Exemple: Chicago.
- Continental d'estiu no tan càlid, amb el mes més càlid per sota de 20 °C però per sobre de 15 °C (Dfb, Dwb, Dsb). Exemple: Estocolm.
- Continental Subàrtic o Clima fred (taigà) (Dfc, Dwc, Dsc). Exemple: Quebec.
- Clima continental subàrtic amb hiverns molt freds (Dfd, Dwd, Dsd), només es troba a l'est de Sibèria. Exemple Verkhoiansk.

### Grup E

Distribució del clima polar "E" mapa mundial

Clima Polar, caracteritzat per temperatures mitjanes per sota de 10 °C en tots els mesos de l'any. Hi manca l'estació càlida.
Subdivisions del clima polar:
- Clima de Tundra (ET), el mes més càlid té una temperatura entre 0 i 10 °C. Exemple Longyearbyen a les illes Svalbard.
- Clima de casquet polar (EF) amb gel permanent i els dotze mesos de l'any amb temperatures mitjanes per sota de 0 °C. És el clima de la major part de l'Antàrtida i de l'interior de Groenlàndia.[7]

## Mapamundi de Köppen-Geiger

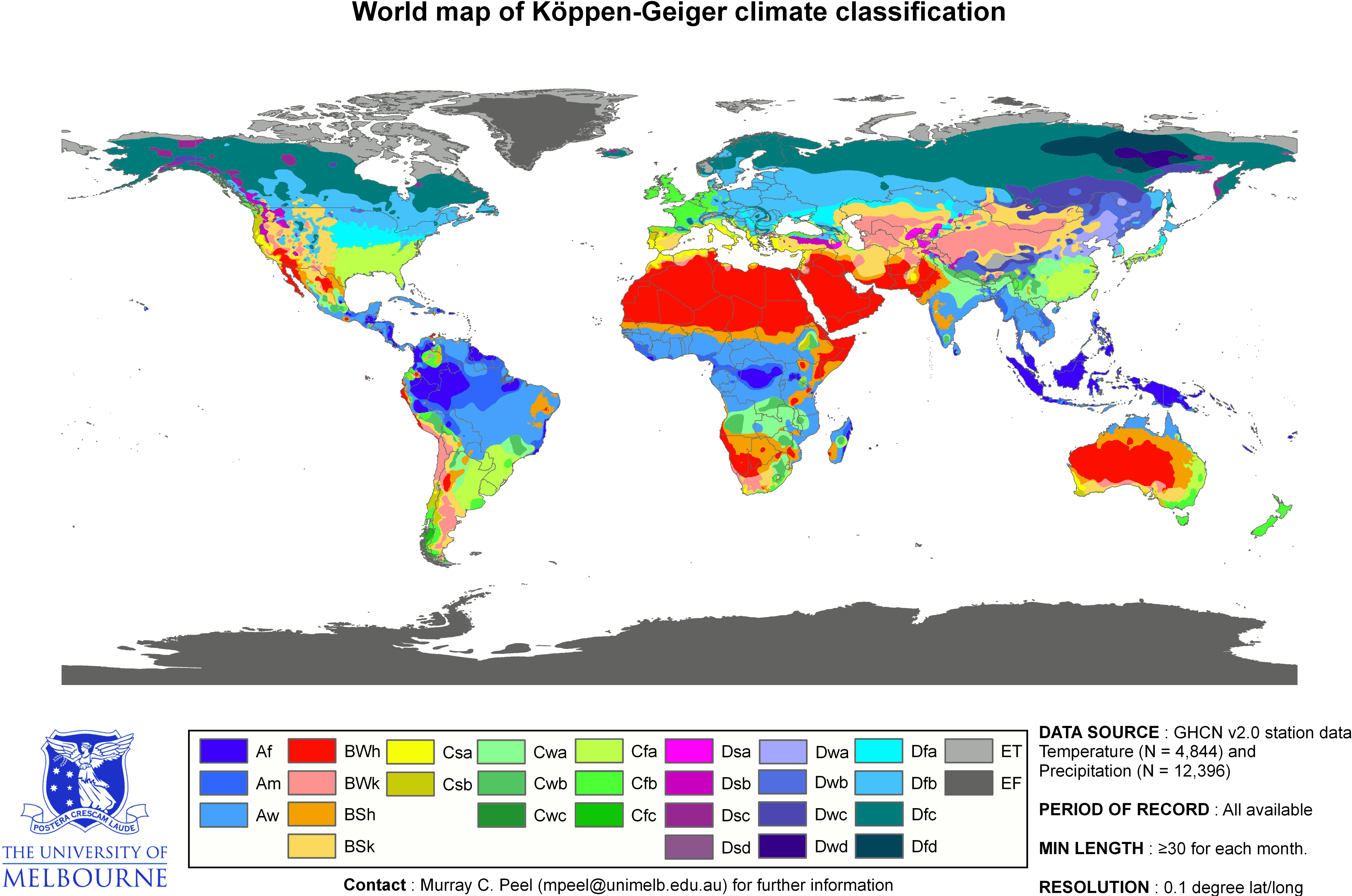
Carta Mundial de la Classificació Climàtica de Koppen-Geiger.

Köppen va desenvolupar un mapa mundial de classificació climàtica l'any 1900 inspirat pel mapa de vegetació global de Grisebach publicat el 1866 (Wilcock, 1968). La classificació pretenia elaborar un mapa, basat en dades empíriques, de la distribució dels biomes de la Terra, definint unes regions tipus que comparteixen unes característiques de vegetació comunes.
La classificació climàtica de Wladimir Köppen (1900), continua sent la classificació climàtica més utilitzada i la popularitat i l'ús generalitzat del sistema de classificació és notable. Tot i que hi ha climatòlegs que estarien per millorar-lo, Arthur Wilcock (1968) va afirmar que si lobjectiu es pot aconseguir amb una classificació simple, no cal i és inútil cercar millores menors a costa d'afegir-hi confusió.
Thornthwaite (1943) afirma que l'ús que fa Köppen de les cinc primeres lletres de l'alfabet per etiquetar les zones climàtiques, es pren dels cinc grups de vegetació delimitats pels francesos/suïssos de finals del segle XIX, el botànic Alphonse De Candolle que al seu torn va basar-los en les zones climàtiques dels grecs antics. Hi ha autors que afirmen que Köppen no hagués pogut produir la seva classiificació i el mapa sense utilitzar els trets paisatgístics del clima (especialment vegetació) ja que hi havia poques dades climàtiques disponibles en aquell moment. El nombre d'estacions amb temperatura i dades de precipitació a partir de l'any 1800 era molt limitada.
Essenwanger (2001) ha fet una revisió exhaustiva de les classificacions del clima des d'abans de Köppen fins a l'actualitat on el període de més activitat va ser des de mitjan del segle XIX fins a la dècada de 1950.
Encara que Arthur Strahler va fer un intent de produir una nova classificació climàtica, l'última edició dels seus llibres encara utilitza el sistema de Köppen (Strahler i Strahler, 2005). Sanderson (1999) ha argumentat que la classificació continua sent la més utilitzada a l'ensenyament.

### Utilitat
El mapa l'usen sovint els investigadors de diverses disciplines com a base per a la regionalització climàtica de variables i per avaluar els resultats dels models climàtics globals. El mapa global del clima, utilitzant el sistema Köppen-Geiger, està basat en un gran conjunt de dades de precipitació mensual a llarg termini i sèries temporals estacionals de temperatura.
S'utililitza habitualment com a base per agrupar els rius en àrees climàtiques semblants a tot el món i per ordenar i facilitar les comparacions de les característiques de l'escolament (McMahon et al., 1992; Peel et al., 2004).
Lohmann et al. (1993) han aplicat la classificació de Köppen en els resultats de models de circulació general atmosfèrica i en els models de circulació atmosfera-oceà utilitzant conjunts de dades actualitzades i el mateix mapa de Koppen de 1923.
S'han fet models de les condicions climàtiques actuals i per la millora dels possibles escenaris d'efecte hivernacle. Es va concloure que la classificació de Köppen segueix sent una eina útil per a avaluar la capacitat dels models climàtics que reprodueixen l'impacte dels canvis climàtics en la biosfera”.
En un estudi similar al de Lohmann et al. (1993), Kalvova et al. (2003) han comparat els resultats del model climàtic global als mapes de la classificació de Köppen extrets de la quadrícula de dades observades al mapa de Köppen de 1923. Cal destacar que Kleidon et al. (2000) també van utilitzar-lo el mapa de 1923 com a base de comparació.
També s'han fet alguns enfocaments crítics. Triantafyllou i Tsonis (1994) afirmen ser els primers a avaluar la classificació de Köppen utilitzant dades modernes de temperatura i precipitació (per a l'hemisferi nord). Conclouen que hi ha la necessitat d'un nou esquema de representació dels climes de la Terra. Altres climatòlegs van utilitzar l'anàlisi de clústers per determinar amb precisió les zones climàtiques contigües dels Estats Units, basant-se en les dades climàtiques i finalment van escollir la classificació de Köppen per definir els resultats. Igualment, científics amb tots els recursos de dades com els de l'Australian Bureau of Meteorology a la seva disposició, també van utilitzar una modificació de la classificació de Köppen per dibuixar un nou mapa dels climes d'Austràlia.

### Actualitzacions del mapa mundial de Köppen
Recentment, s'han produït tres mapes mundials amb la classificació de Köppen basats en dades de quadrícula per a diferents resolucions, períodes i nivells de complexitat.
Kalvova et al. (2003) utilitzant dades de la Unitat d'Investigació Climàtica (CRU, Universitat d'East Anglia) per al període 1961–1990 van presentar un mapa dels 5 principals tipus de clima de Köppen on el tipus E era dividit en 2 tipus i tenia una resolució de 2,5º latitud per 2,5º de longitud.
Gnanadesikan i Stouffer (2006) van presentar un mapa de 14 tipus de clima basat en les mateixes dades i període que Kalvova et al. (2003), però amb una resolució de 0,5º latitud per 0,5º longitud.
El mapa mundial de Köppen més complet extret de dades en quadrícula fins ara és el de Kottek et al. (2006) que van presentar un mapa amb 31 tipus de clima amb una resolució de 0,5ºlatitud per 0,5º longitud, basat tant en el CRU com en la climatologia global de precipitació dels conjunts de dades VASClimO v1.1 del Centre (GPCC) per al període 1951-2000.

### Climes dominants
En el mapa mundial (2006), el tipus de clima dominant en la superfície terrestre és el de tipus B àrid (30,2%), seguit dels tipus D fred (24,6%), A tropical (19,0%), C temperat (13,4%) i E polar (12,8%). El subtipus de clima més comú per superfície és BWh:àrid de desert calorós (14,2%), seguit del subtipus Aw:tropical de sabana (11,5%). De les 30 combinacions de climes possibles, el tipus de clima Csc:temperat d'estiu sec i fred no es produeix mai i el tipus de clima Cwc:temperat d'hivern sec i estiu fred es produeix en només 25 píxels (el 0,002% de la superfície total representada al mapa).

## Crítiques a l'esquema de Köppen
Alguns climatòlegs han argumentat que el sistema de Köppen ja no pot ser millorat.
Un punt de contenció són els climes secs B; John Griffiths argumenta aquí que la seva separació per Kopp en només dues subcategories termals és inadequada. Aquells que ho veien així han defensat que els climes secs han d'estar en la mateixa classificació termal dels altres climes, amb la seva corresponent lletra termal seguida per una lletra addicional per indicar la seva aridesa: "S" per als climes d'estepa i "W" (o "D") per als desèrtics; (Griffiths també afegeix una fórmula alternativa per utilitzar com a llindar d'aridesa: R= 160 + 9T, essent R el llindar en mil·límetres de precipitació anual, i T la temperatura anual en graus Celsius).
Una altra de les objeccions concerneix la Categoria temperada del Grup C, d'estar sobredimensionada (inclou Tampa, Florida i Cape May, Nova Jersey, per exemple). A Climatologia Aplicada (1a ed. 1966), John Griffiths va proposar una nova zona subtropical, que es designaria amb la lletra B (ja que aquesta no es faria servir per als climes secs, com s'indica en el paràgraf anterior). Inclou a les àrees amb el mes més fred d'entre 6 °C i 18 °C, subdividint al Grup C en dues parts gairebé iguals. Altres opten per incloure aquelles àrees d'hiverns temperats (més fred entre 18 °C i -3 °C) la temperatura en el mes més càlid sigui igual o superior a 22 °C, o que tinguin una temperatura mitjana anual superior a 18 °C.
Una tercera idea és crear un clima "oceànic polar" o "EM", en el grup E per separar les localitats marítimes relativament temperades (com Ushuaia, Argentina i les illes Aleuta) dels climes de tundra continentals més freds. El criteri específic varia; alguns advoquen per posar un paràmetre en el mes més fred, essent la temperatura d'aquest superior a -7 °C, mentre altres assignen una nova designació a àrees amb una temperatura mitjana superior a 0 °C.
La precisió dels 10 °C en el mes més càlid com a línia d'inici en els climes polars ha estat qüestionada; Otto Nordenskiöld, per exemple, va proposar una fórmula alternativa: W = 9 - 0.1C ' ', on W representa la temperatura mitjana del mes més calorós i C el mes més fred, tots dos en graus Celsius (per exemple, si la mitjana del mes més fred és -20 °C, i la del mes més càlid d'11 °C o més, caldria evitar catalogar aquest clima de polar). Aquest límit sembla apropar millor al límit de l'arbre, o la latitud polar en les que els arbres no poden créixer, que la isoterma de 10 °C en el mes més càlid; aquest nou llindar, a diferència del de Kopp, s'acosta més al pol en els marges occidentals dels continents (on els hiverns són suaus), i arriben a latituds més baixes a l'interior de les masses continentals (amb hiverns molt més freds), les dues línies (les de Kopp i Nordenskiöld) es creuen en les costes orientals dels continents (Àsia i Nord-amèrica).
Alguns dels punts febles a millorar repecte del sistema de classificació climàtica de Köppen són:
1. Elements climàtics com la pressió atmosfèrica, les masses d'aire o la humitat, no s'han considerat prou àmpliament tot i ser importants en la caracterització del clima.
2. Els càlculs, d'haver estat fets amb computadores, haurien estat molt més fiables.
3. El paisatge i els accidents geogràfics del relleu tenen un paper important en la distribució de la vegetació i el clima. Les formes del relleu no són tingudes en compte en el sistema.
4. La força i direcció del vent i la distribució de l'aigua i els cossos terrestres que influencien les condicions climàtiques no s'han considerat qualitativament.
5. Temes com el canvi climàtic i els fenòmens meteorològics extrems, s'haurien de poder incloure pel seu augment creixent.
Malgrat aquestes febleses, la classificació de Köppen es considera la més important a nivell cientific per estar basada en dades empíriques i mantenir un raonament clarament inductiu.